# Marina Gros
Marina Gros Breto (Aragón, 1995) es una ecofeminista, biotecnóloga y activista medioambiental española. En 2024 recibió el Premio Nacional de Juventud otorgado por el Instituto de la Juventud (INJUVE). 

## Trayectoria
En 2017, se licenció en Biotecnología por la Universidad de Zaragoza, y, posteriormente, realizó un Erasmus en la Universidad de Milán. Forma parte de la ONG Ecologistas en Acción, en la que desde 2022, es coordinadora del Área de Clima y Energía y de la Red Gas No Es Solución, una coalición de más de 20 organizaciones que rechaza la expansión del gas fósil y promueve una transición energética justa, basada en energías renovables y en la protección de colectivos vulnerabilizados. Además, es responsable de la campaña #LaVerdadDelGasy forma parte de la Plataforma en Defensa de las Montañas, ambos proyectos de Ecologistas en Acción. 
También ha liderado campañas educativas y movilizaciones de concienciación medioambiental, en concreto relacionadas con los peligros de los combustibles fósiles y la necesidad de una transición energética justa. Asimismo, ha participado en eventos internacionales como la 27ª Conferencia de las Partes de la Conferencia de las Naciones Unidas sobre el Cambio Climático de 2022 (COP27) sobre cambio climático.
Autodenominada como ecofeminista, define este movimiento como «un diálogo entre la ecología y los feminismos» que «busca poner el foco en salir de esa lógica de la dominación que llevamos impuesta en nuestro día a día». Como otras voces del ecofeminismo, como Yayo Herrero, Gros Breto defiende que el ecofeminismo reconoce la necesidad del «trabajo reproductivo, más allá del productivo, de la lógica de los cuidados». Por eso, insiste en que «somos ecodependientes e interdependientes, dependemos de los ecosistemas en los que vivimos pero también de las personas que tenemos alrededor».

## Reconocimientos
Marina Gros Breto fue galardonada con el Premio Nacional de Juventud 2024  del Instituto de la Juventud (INJUVE), por su trayectoria como biotecnóloga y defensora del medio ambiente. El propio INJUVE reconoció su «gran capacidad para movilizar y concienciar» y aseguran que es un «modelo a seguir para futuras generaciones de activistas». Donó los 5.000 euros con los que está dotado el Premio Nacional de Juventud al proyecto de Ecologistas en Acción, Ecolojóvenes, y a la campaña de Los 6 de Zaragoza, un grupo de jóvenes activistas arrestados en 2019 en una manifestación antifascista.